# 村山定男
村山 定男（むらやま さだお、1924年〈大正13年〉4月9日 - 2013年〈平成25年〉8月13日）は、日本の天文学者。国立科学博物館に長く奉職し、生涯を通じて天文普及活動に尽力した。

## 生涯
東京府東京市本郷区（現：東京都文京区本郷）で出生。父は村山達三（医師、東京都立駒込病院院長）、母方の祖父は宮入慶之助（寄生虫学者、九州帝国大学医学部名誉教授）。
幼少時から天文学に親しみ、5歳の時に望遠鏡で観望した火星をスケッチした。小尾信彌（天文学者）は、誠之小学校（現：文京区立誠之小学校）の同級生であった。
武蔵高等学校（旧制）を経て東京帝国大学理学部化学科を卒業した。村山自身は東京帝大天文学科への進学を希望していたものの、父の「天文学では食って行けない」という意見に従って化学科に進んだ。
1946年（昭和21年）に東京科学博物館（現：国立科学博物館）に奉職し、1989年（平成元年）に、国立科学博物館 理工学研究部長を最後に65歳で定年退官した。天文学者としての専門分野は「隕石の研究」と「火星の観測」。
藤井旭や小山ひさ子と共に、私設天文台「白河天体観測所」を1969年（昭和44年）に開設した同人の一人であった。
2013年（平成25年）8月13日、前立腺癌のため死去。満89歳没。

## 天文普及活動への尽力
村山は国立科学博物館で天文ファンへの普及活動に尽力し、同博物館で1931年（昭和6年）から続く夜間天体観望会（毎週の土曜日）の講師、同じく同博物館で1946年（昭和21年）から続く天文学普及講演会（毎月の第3土曜日）の講師を、1989年（平成2年）に定年退官するまで一貫して担当した。また、同博物館が一般から受け付ける質問電話（多い時は数十件／日）への対応も、同様に一貫して分担していた。部長職に昇格しても変わらない村山の天文普及活動への献身は、周囲を驚かせていたという。退官後は、天文博物館五島プラネタリウム館長（1990年 - 2001年）、東亜天文学会会長などを務め、講演・テレビ出演・文筆など多方面で活動した。天文雑誌『星の手帖』（1978年に創刊 - 1993年に休刊）の編集委員でもあった。
五島プラネタリウムを舞台にした瀬名秀明の小説「虹の天象儀」では、主人公のモデル（タイムスリップして織田作之助にムーンボウを見せることになる）となった。小惑星3220番・村山は彼に因んで命名されている。

## 受賞・栄典
- 1971年: フランス天文学会 アンリ・レイ賞 (Le prix Henry Rey)
- 1994年: 勲三等瑞宝章

## 著書

### 単著
- 『天体観測入門・惑星と月の観測』（恒星社厚生閣 1955年）
- 『太陽系・隕石』（恒星社厚生閣 新天文学講座2 新編 1963年）
- 『旺文社学習図鑑』（旺文社 1976年）
- 『日本アマチュア天文史・惑星』（恒星社厚生閣 1987年）
- 『宇宙と星の基礎知識・簡単なスターウォッチングの方法をおしえて下さい』（講談社 1989年）
- 『星座・隕石をさがす』（作品社 日本の名随筆 1992年）
- 『双眼鏡で星座ウォッチ』（丸善）
- 『天文学のあゆみ』（あかね書房 少年少女宇宙の科学）
- 『太陽・月・惑星』（ポプラ社 天文・気象図鑑 1）
- 『宇宙旅行の話』（偕成社 絵ときシリーズ5）
- 『惑星とその観測』（恒星社厚生閣 天体観測シリーズ4）
- 『キャプテン・クックと南の星』（河出書房 2003年）

### 共著
- 『天文学への招待』（河出書房新社 1969年）
- 『星座への招待』（河出書房新社 1972年）
- 『ホップアップ宇宙』（丸善）
- 『星日記』（河出書房新社）

### 編書
- 『彗星と隕石』（日経サイエンス社 1981年）

### 訳書
- 『宇宙空間の百科事典』（ビゾニー編 法政大学出版局 1961年）
- 『スカイアトラス』（E.カルコシュカ著 丸善 1991年）

### 監修書・監訳書
- 『星の本の本』（監修 地人書館 1979年）
- 『アマチュア天文学』（監修 アントニン・リュクル著 啓学出版 1982年）
- 『THE RETURN OF ハレー彗星』（監訳 パトリック・ムーア著 立風書房 1985年）